# 柳町 (佐賀市)

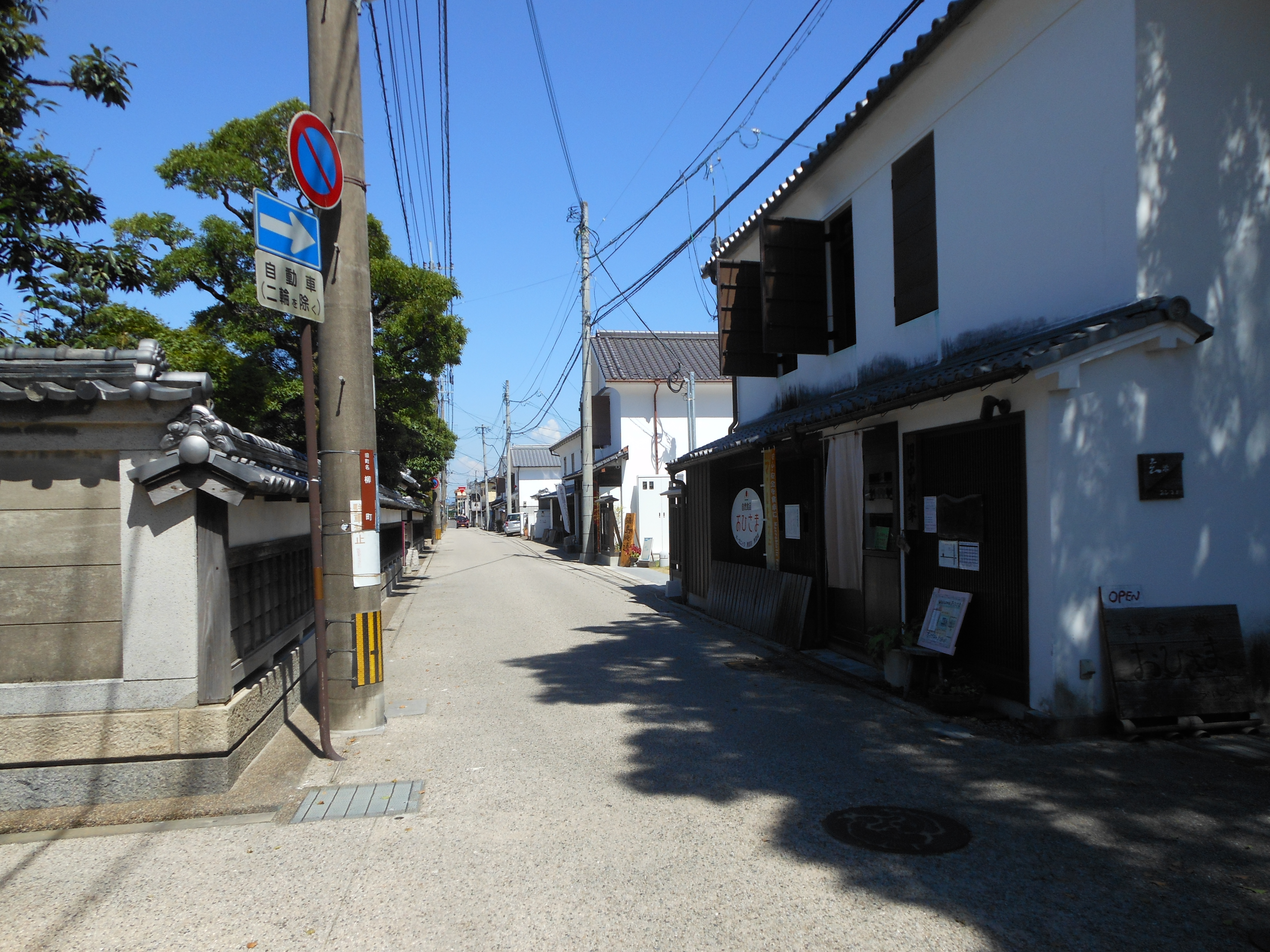
柳町通り。左に旧古賀家、右に手前から旧中村家、旧森永家、旧牛島家と並ぶ。

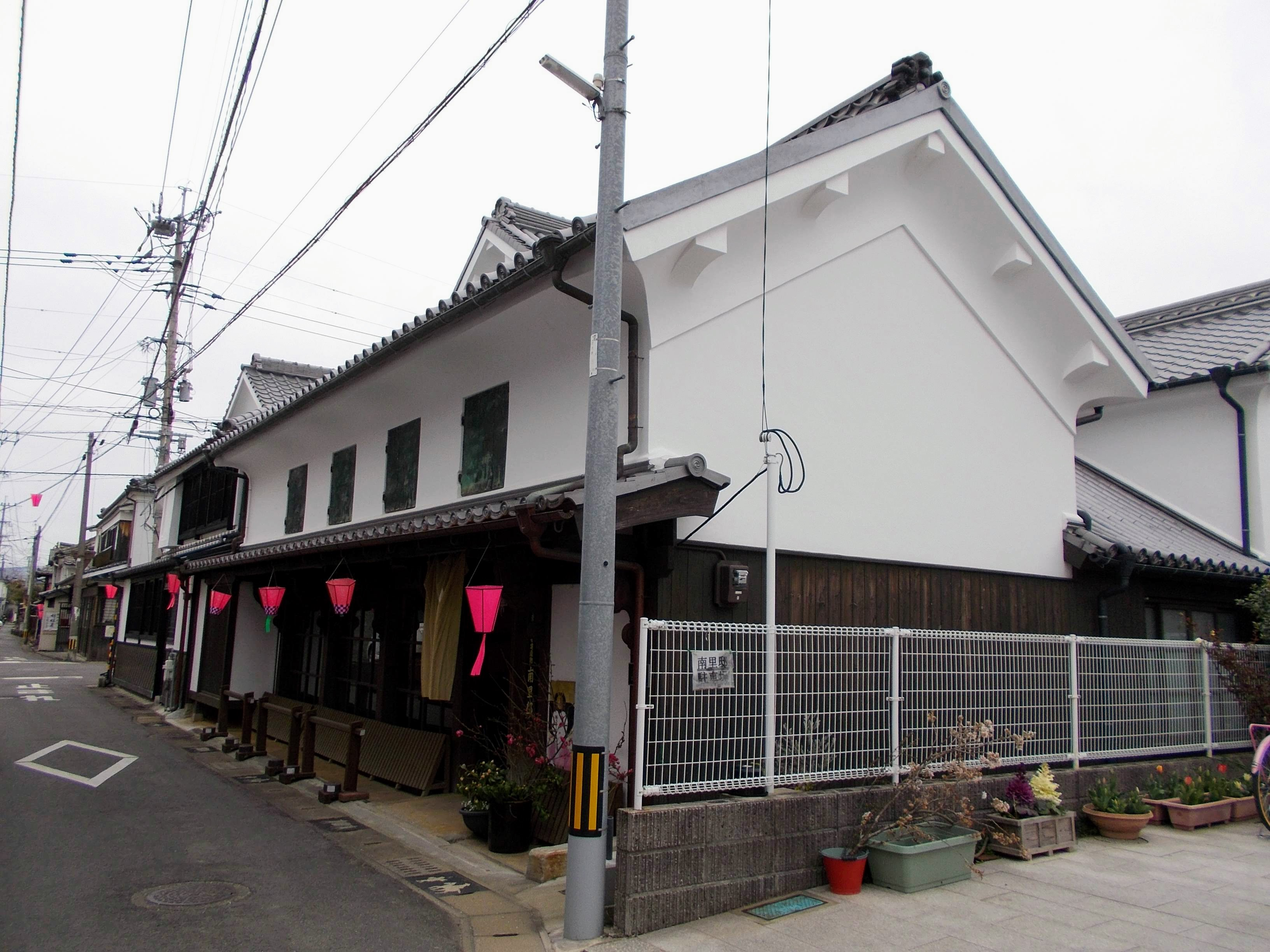
南里邸。かつては呉服業を営んでいた。

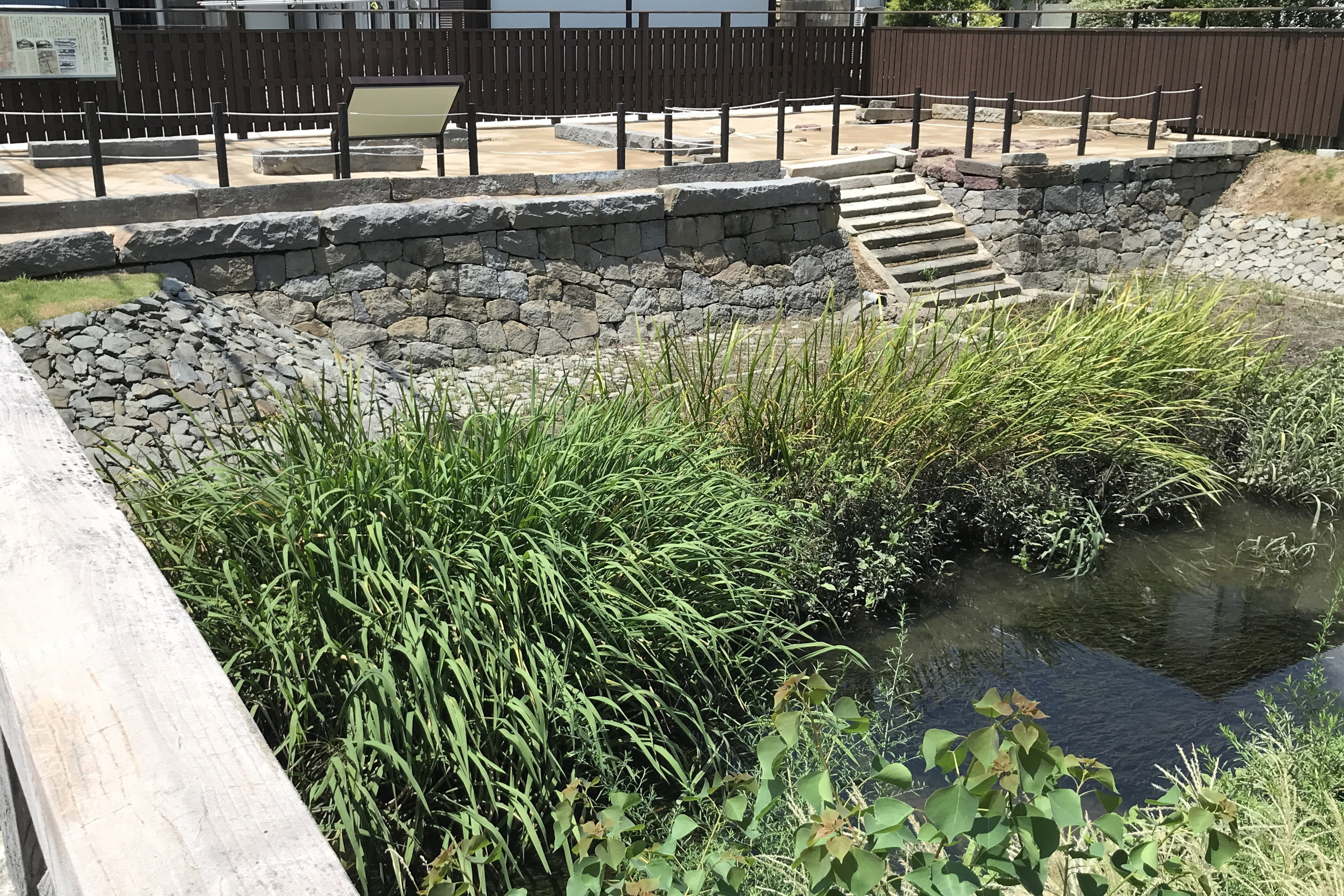
紺屋川を通した舟運の歴史を伝える思案橋遺跡（柳町思案橋広場）の荷揚場

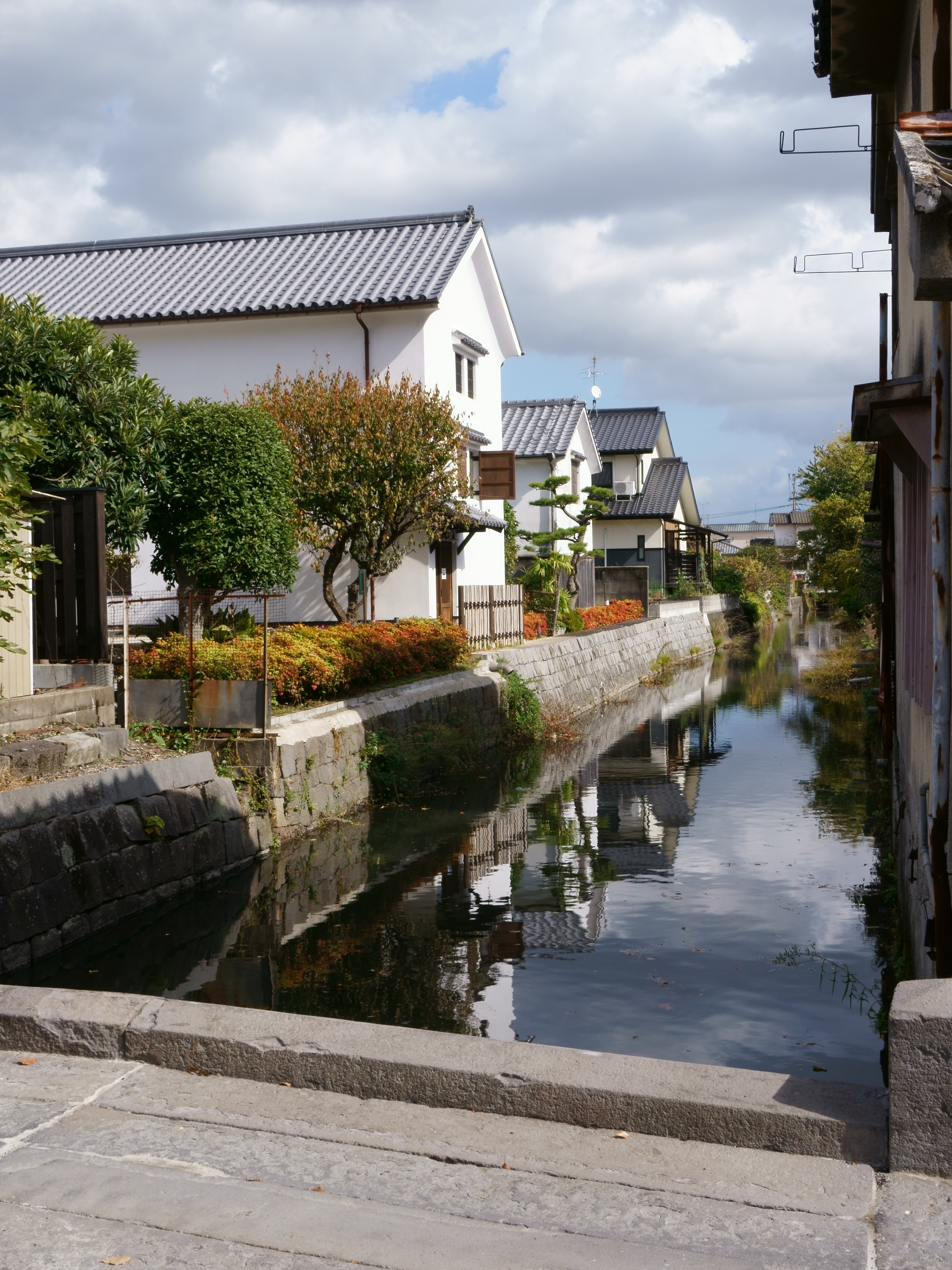
裏十間川と牛島家の土蔵

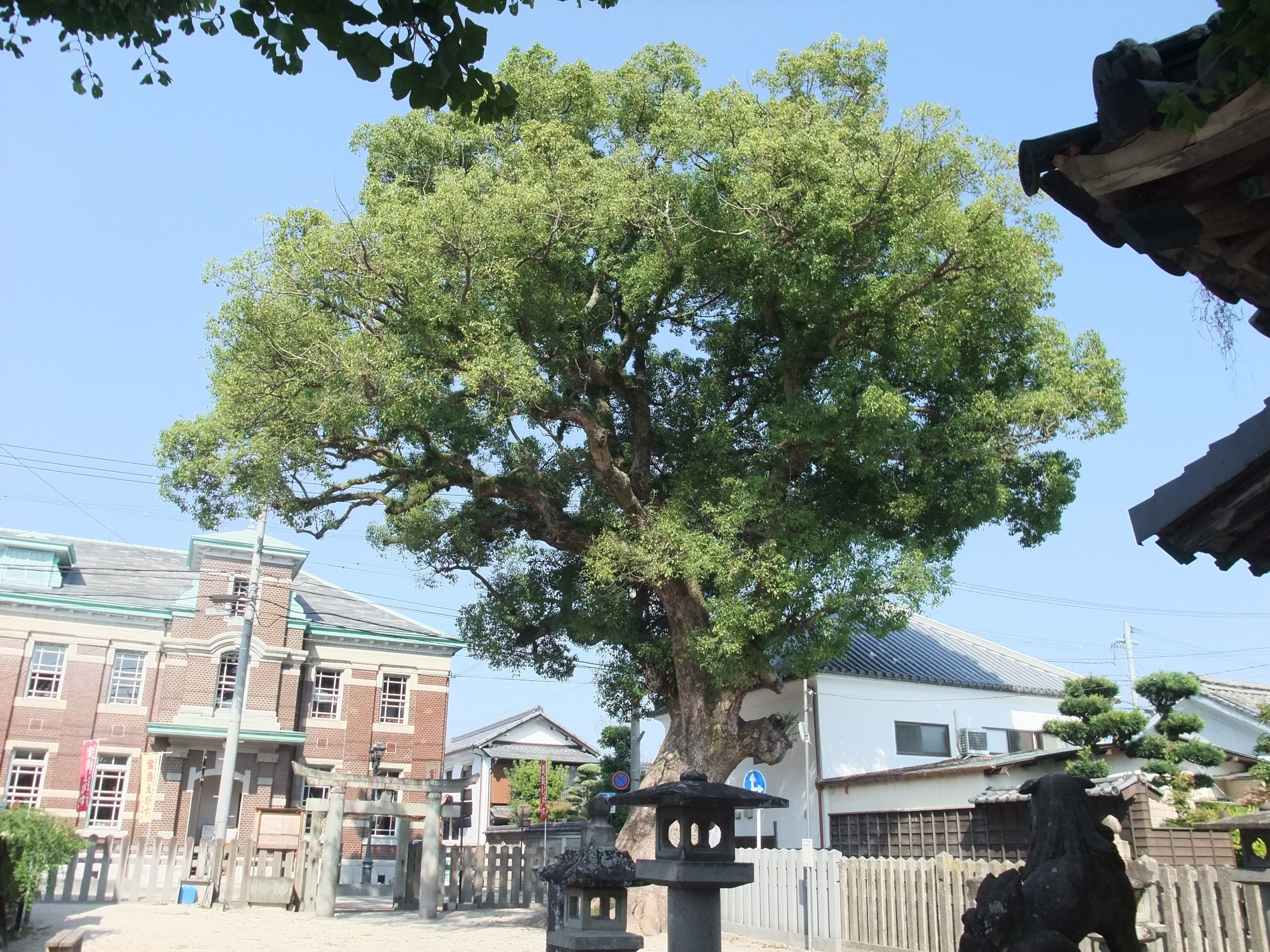
大楠と八坂神社境内の風景

柳町（やなぎまち）は、佐賀県佐賀市の地名。郵便番号は840-0823。

## 地理
柳町は佐賀市中心部の地名。古くは佐賀城城下町の一角で、佐賀城北東部に位置する。市街地東部を南北に走る佐賀県道30号佐賀川副線の東、紺屋川と裏十間川に囲まれた地域。中央部を東西に市道（柳町通り・旧長崎街道）が走る。北から時計回りに高木町、東佐賀町、材木、松原、呉服元町に接する。
旧古賀銀行などで構成する佐賀市歴史民俗館のほか、旧中村家や南里邸、八坂神社、専福寺など歴史的建築物が多く残る。佐賀市では地域の大部分を「長崎街道・柳町景観形成地区」に指定して景観形成基準を定め、街並みの保全を図っている。2022年には紺屋川沿いで前々年に発掘された江戸時代の船着き場跡の石垣護岸などの遺構を保全・活用するために柳町思案橋広場を整備した。
全般的に住宅地が多いが、歴史民俗館の「旧久富家」と「旧森永家」では建物をリノベーションし、IT企業が運営するものづくりカフェや和紅茶屋、伝統工芸店などが古民家を活かした商いを営んでいる。また、戦前に洋裁研究所を立ち上げ戦後はヨーロッパ、アメリカで服飾を学び、中国で日本人初のファッションショーを開いたり、日本デザイナークラブのコンテストで総理大臣賞を受賞するなどデザイナーとして佐賀県の服飾文化をリードした谷口緑が開いた「緑ドレスメーカー服飾専門学校」（2019年閉校）や、水島新司の漫画「あぶさん」主人公のモデルとして知られる永淵洋三が経営していた焼き鳥店（2018年閉店）などもあった。
面積は約0.044 km2。

## 歴史
柳町は寛政元年（1789年）の幕府巡検使への報告の中で城下三十三町の一つとして名前が見える。承応3年（1654年）の佐賀城廻之絵図には名前が見えないことから町の成立はこれ以降の事と見られている。長崎街道が東西に通り、街道沿いに家並みが伸びる。西は蓮池町、東は（上今宿町を挟んで）牛島町に接し、北は紺屋川上流を隔てて上芦町、南は裏十間川を隔てて馬責馬場に対する。また、上今宿町の南は材木町に接している。現在の柳町は城下町の柳町、上今宿町の全域及び蓮池町の一部に当たる。町の長さは柳町が113間9尺、上今宿町が127間。東の角と西の蓮池町との境に木戸が設けられていた。
元文5年（1740年）の屋敷数は柳町が47、上今宿町が30。嘉永7年（1854年）柳町竈帳では柳町は竈数49、人数222人。身分別では家来3、徒士1、中小姓1、足軽17、被官4、その他有姓者4、僧2、町人17。同じく上今宿町は竈数26、人数117人。身分別では徒士1、中小姓10、被官3、町人10。職業別では古道具屋、太物屋（石炭商）、仕立屋、桶屋、提灯屋などが見える。
慶長13年（1608年）にはドミニコ会の神父アロンソ・デ・メナが鍋島勝茂の許可・小城出身で寺社奉行を務めるなど徳川家康のブレーンとして活躍した元佶和尚の援助を得て南蛮寺を建設している。東西47間、南北43間の広さで町の東端に位置していたが、慶長17年（1612年）のキリシタン禁教令の影響もあり慶長18年（1613年）10月には神父が追放され教会も取り壊された。
寛永3年(1626年)から正保年間(1644 - 48年)の間に紺屋川に思案橋が架けられたことで更に北の高木町を通っていた長崎街道の経路が変更され当地を通るようになった。紺屋川では水運も行われており思案橋付近には荷上場があった。付近には蔦屋（一粒金・文房具・紙・うるし等）、釜屋（西村本店 鬢附・油・蝋燭）、角屋（呉服商）などの商家が立ち並び、市もたつなど大正時代ごろまでは商人町として栄えていた。
明治期に入ると1882年（明治15年）に三省社（→三省銀行・明治26年倒産）が設立、1884年（明治17年）に佐賀郡27区の戸長役場を設置、1885年（明治18年）に後に「九州の五大銀行」とまで呼ばれた古賀銀行が蓮池町で創業されるなど更なる発展を見せた。また、上今宿町（思案橋を渡り追手橋辺りまでの地域）の地名は明治以降では現れなくなることからこのころに柳町に吸収されたものと見られている。
1889年（明治22年）市制施行により佐賀市に所属。1968年（昭和43年）には県道30号線の開通により東西に分断されていた千代町（旧蓮池町）の一部を合併し現在の区域となった。

### 寺社
- 専福寺 - 正保年間（1644年-1648年）の創建と伝わる浄土真宗の寺院。境内には佐賀における蘭学の先駆者で佐賀藩医学寮（後の好生館）の寮監、蓮池藩の侍医を務めた島本良順の墓がある。彼の門下からは江戸幕府奥医師を務めた伊東玄朴をはじめ、共に好生館で教導方を務めた金武良哲、大庭雪斎らの優れた蘭医を輩出した。
- 八坂神社 - 旧古賀銀行の南側にある神社。初代佐賀藩主鍋島勝茂が城の鬼門除けに京都の八坂神社を勧請した。境内には樹齢600年とも言われる大楠があり佐賀市の保存樹に指定されている。またこの地には成就院という盲僧屋敷があって一かどの修行場であったが維新期以降に衰退し、祭神の祠のみが神仏習合の形で残っている[15]。

### 人物
- 中牟田倉之助（1837 - 1916） - 海軍中将、子爵。蓮池町生まれ。1878年中将に進み、東海鎮守府長官を務む。1886年横須賀鎮守府司令長官、1892年には海軍大学校長兼海軍参謀部長、翌年に初代海軍軍令部長、翌々年に枢密院顧問官[16]。

## 世帯数と人口
2022年（令和4年）1月31日現在の世帯数と人口は以下の通りである。
| 町丁 | 世帯数 | 人口  |
| ---- | ------ | ----- |
| 柳町 | 77世帯 | 146人 |

## 小・中学校の学区
市立小・中学校に通う場合、学区は以下の通りとなる。
| 番地 | 小学校             | 中学校             |
| ---- | ------------------ | ------------------ |
| 全域 | 佐賀市立循誘小学校 | 佐賀市立城東中学校 |

## 交通

### 鉄道
町内に鉄道駅はない。

### バス
呉服元町との境になる県道30号に呉服元町バス停があり、佐賀市営バス、祐徳バス、昭和バス、西鉄バス佐賀・久留米の路線が運行されている。

### 道路
- 佐賀県道30号佐賀川副線

## 施設
- 佐賀市歴史民俗館 - 全7館のうち旧福田家以外の6館が柳町にある。
- 南里邸 - 旧長崎街道に西面して建つ間口6間弱の大型町家。市内最古の町屋建築物。個人により修復・復元され佐賀城下ひな祭りなどイベント時には公開もされている。
- 旧中村家 - 古賀銀行が開業した際、社屋として利用していた明治期の建物。復元工事を行いテナントを受け入れて活用されている。
- 柳町思案橋広場 - 江戸期の荷揚げ場遺構
- 思案橋 - 紺屋川に架かる橋。舟で直ぐ近くの遊里[注釈 3]に行くかどうか、立ち並ぶ商家で土産に何を買うかなどいろいろ思案したのでこの橋の名が付いたと言われる。橋のたもとには「うどんの橋口屋」[注釈 2]があり「思案橋のうどん」として有名だったが昭和18年8月に戦時下の統制経済により閉店し200年の歴史に幕を閉じた。当時の新聞には綿々とその昔を偲び廃業を惜しむ声が大きく報道された[19]。